# Jaroměř zastávka
Jaroměř zastávka je železniční zastávka nacházející se v severozápadní části města Jaroměř v okrese Náchod. Zastávka leží v km 41,904 neelektrizované jednokolejné trati Pardubice–Liberec mezi stanicemi Jaroměř a Dvůr Králové nad Labem.

## Historie
Trať procházející zastávkou byla zprovozněna již 1. června 1858 (úsek z pozdější stanice Jaroměř do Horek u Staré Paky), ale zastávka s tehdejším názvem Jaroměř byla otevřena až 3. června 1911.
V letech 1939 až 1945 se používala dvojjazyčná verze pojmenování – Jermer / Jaroměř. V roce 1945 se navrátilo původní jednoduché označení Jaroměř, ale už od roku 1949 se používá jméno Jaroměř zastávka, neboť název Jaroměř převzala sousední stanice, která se do té doby jmenovala Josefov–Jaroměř.
V letech 2015 až 2016 probíhala modernizace trati Jaroměř – Stará Paka, v rámci této stavby došlo k modernizaci zastávky.

## Popis zastávky

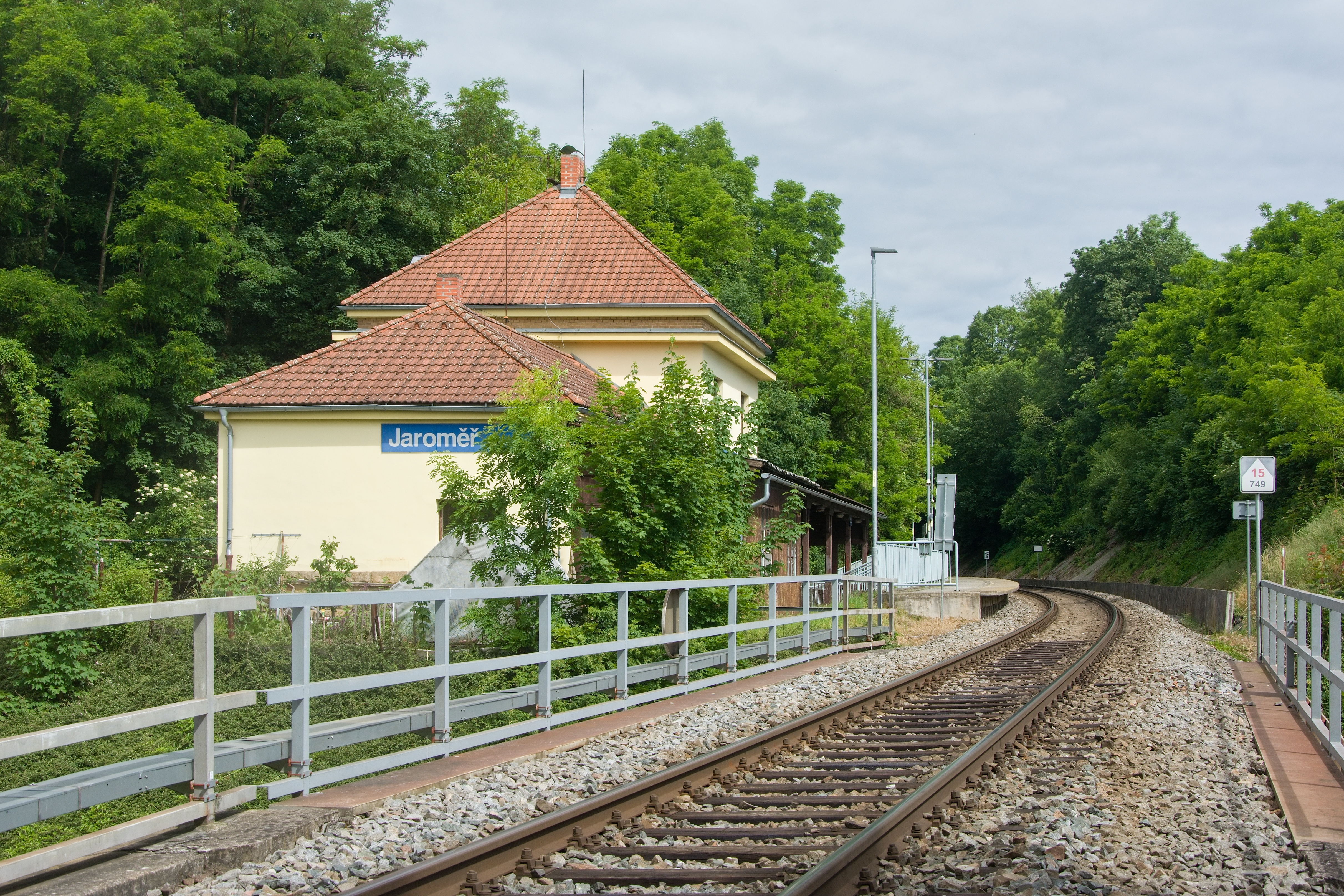
Pohled na zastávku od mostu nad Národní ulicí

Po přestavbě realizované v letech 2015/2016 je v zastávce u traťové koleje vnější jednostranné nástupiště o délce 80 m s nástupní hranou ve výšce 550 mm nad temenem kolejnice. Přístup k zastávce je úrovňový z příjezdové komunikace. Zčásti obydlená výpravní budova je pro cestující uzavřena, v případě nepříznivého počasí se mohou cestující skrýt pod zastřešenou venkovní částí budovy.
Od roku 2016 je zastávka vybavena akustickým informačním systémem INISS (ovládán ze Staré Paky), pomocí kterého jsou cestující informováni o jízdách vlaků.